# Neoxyphinus
Neoxyphinus là một chi nhện trong họ Oonopidae.